# 小颖鹅观草
小颖鹅观草（学名：Roegneria parvigluma）为禾本科鹅观草属下的一个种。

## 扩展阅读
- 維基物種上的相關：小颖鹅观草